# Georg Wenzeslaus von Knobelsdorff

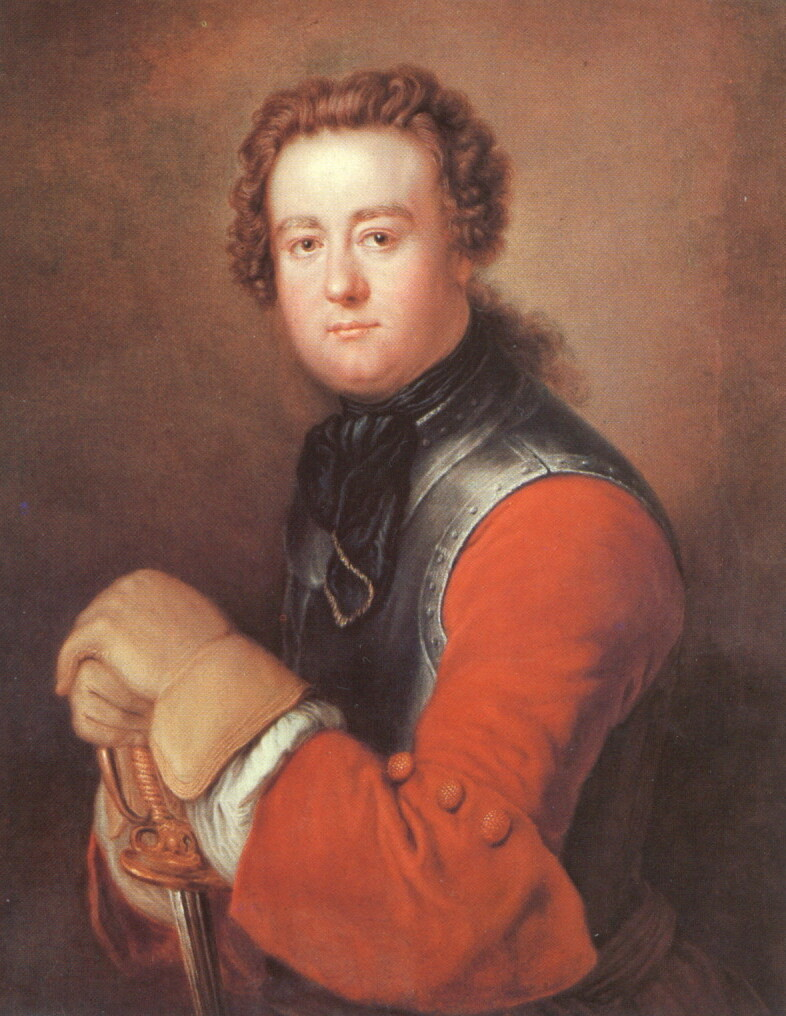
Porträt des Georg Wenzeslaus von Knobelsdorff, Gemälde auf Porzellan nach Antoine Pesne, 19. Jahrh.

Georg Wenzeslaus von Knobelsdorff (* 17. Februar 1699 auf Gut Kuckädel bei Crossen an der Oder; † 16. September 1753 in Berlin) war ein deutscher Architekt und Maler im Dienste Friedrichs des Großen. Über die Grenzen Preußens hinaus wurde er durch seine Hauptwerke im Stil des Friderizianischen Rokokos berühmt. Von ihnen sind das Opernhaus Unter den Linden in Berlin, das Schloss Sanssouci in Potsdam sowie die Erweiterungen von Schloss Rheinsberg und Schloss Charlottenburg erhalten, während das im Zweiten Weltkrieg zur Ruine gewordene Potsdamer Stadtschloss und ebenso das von ihm erweiterte Schloss Monbijou in Berlin zu DDR-Zeiten abgerissen wurden. Das Potsdamer Stadtschloss wurde in seiner äußeren Form bis 2013 wiedererrichtet.

## Leben und Werke

### Militärzeit und Wege zur Kunst
Georg Wenzeslaus Knobelsdorff wurde am 17. Februar 1699 auf dem Gut Kuckädel im brandenburgischen Herzogtum Crossen geboren. Er war der älteste Sohn von aus Schlesien wegen ihres protestantischen Glaubens ausgewanderter Landadliger. Sein Vater Georg Sigismund von Knobelsdorff und seine Mutter Ursula Barbara von Haugwitz hatten insgesamt fünf Söhne und drei Töchter. Nach dem frühen Tod des Vaters wuchs er bei seinem Patenonkel, dem Oberforstmeister Georg von Knobelsdorff, und seiner Tante Juliane Helene von Knobelsdorff, der Schwester seines Vaters, auf.
Entsprechend der Familientradition begann er seine berufliche Laufbahn in der preußischen Armee. Schon 1715 nahm er als 16-Jähriger am Feldzug gegen König Karl XII. von Schweden und an der Belagerung von Stralsund teil, das zu Schweden gehörte. Im Alter von 29 Jahren, inzwischen zum Seconde-Lieutenant (nach anderen Quellen: Kapitän oder Hauptmann) befördert, beendete er den Militärdienst aus gesundheitlichen Gründen.
Noch als Soldat hatte er seine künstlerischen Fähigkeiten autodidaktisch weiterentwickelt. Nachdem er den Militärdienst quittiert hatte, ließ er sich beim preußischen Hofmaler Antoine Pesne – dem er lebenslang freundschaftlich verbunden blieb – in verschiedenen Maltechniken ausbilden. Er erwarb zusätzliche Kenntnisse in Geometrie und Anatomie. In der Malerei sah er seine berufliche Zukunft. Seine Bilder und Zeichnungen fanden immer wieder Anerkennung, auch als der Schwerpunkt seiner Tätigkeit längst woanders lag.
Der Kontakt zu Antoine Pesne hatte möglicherweise sein Vetter (1. Grades) Hans-Friedrich von Knobelsdorff, preußischer Oberforstmeister der Marken und Prignitz (1693–1760), hergestellt, der sich um 1715 vom preußischen Hofmaler porträtieren ließ.
Zur Architektur kam er erst auf einem Umweg, nämlich über die Darstellung von Bauwerken in seinen Bildern. Mehrfach wurde später die malerische Auffassung seiner Architekturentwürfe vermerkt und dabei unterschiedlich bewertet. Heinrich Ludwig Manger, als Baumeister eher Techniker als Künstler, schrieb 1789 in seiner Baugeschichte von Potsdam mit tadelndem Unterton, Knobelsdorff habe seine Gebäude „bloß perspectivisch und mahlerisch entworfen“, lobte aber seine Gemälde. Friedrich der Große dagegen sprach anerkennend vom „malerischen Geschmack (gout pittoresque)“ des Architekten. Es gibt auch keinen Hinweis darauf, dass die lockere Art der Zeichnungen jemals ein ernsthaftes Hindernis bei der Ausführung der Bauten gewesen wäre.
Die notwendigen Kenntnisse für seinen neuen Beruf eignete sich Knobelsdorff, nach kurzer Ausbildung bei den Architekten Kemmeter und von Wangenheim, wiederum hauptsächlich im Selbststudium an. „Kavaliersarchitekten“ wie er waren im 16. und 17. Jahrhundert nichts Ungewöhnliches und genossen durchaus fachliche und gesellschaftliche Wertschätzung. Ihre Fähigkeiten gewannen sie durch unmittelbare Anschauung auf ausgedehnten Reisen und durch das Studium von Kupferstichsammlungen mit Ansichten klassischer und zeitgenössischer Bauten. Knobelsdorffs Vorbilder, die Engländer Inigo Jones (1573–1652) und William Kent (1684–1748) sowie der Franzose Claude Perrault (1613–1688) fanden ebenfalls auf Umwegen zu ihrem Beruf und waren keine jungen Männer mehr, als sie sich der Baukunst zuwandten.

### Neuruppin und Rheinsberg

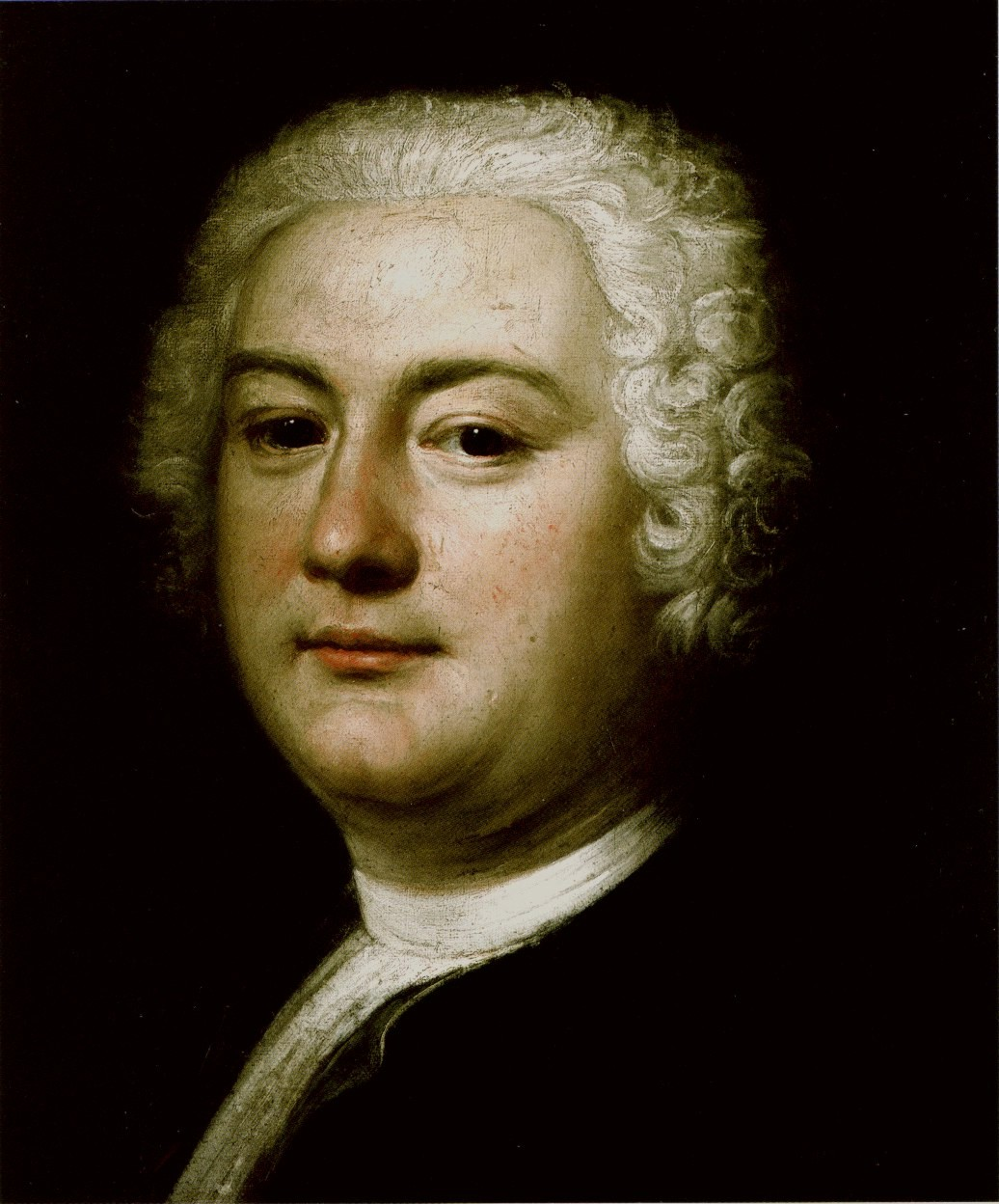
Porträt des Georg Wenzeslaus von Knobelsdorff, Ölgemälde von Adam Manyoki, 1732

König Friedrich Wilhelm I. (der Soldatenkönig) wurde auf Knobelsdorff aufmerksam und delegierte ihn 1732 in die Umgebung seines Sohnes, des Kronprinzen Friedrich, später König Friedrich II. (Friedrich der Große). Der hatte nach missglücktem Fluchtversuch und Festungshaft in Küstrin von seinem strengen Vater gerade wieder etwas größere Bewegungsfreiheit erhalten. Offenbar versprach sich der König von Knobelsdorff als einem vernünftigen, dazu künstlerisch begabten Edelmann mäßigenden Einfluss auf seinen Sohn. (Die Ursachen für das erste Zusammentreffen Knobelsdorffs mit Friedrich werden in anderen Quellen abweichend dargestellt; übereinstimmend wird es auf das Jahr 1732 datiert.)
Damals hatte der Kronprinz, als Zwanzigjähriger zum Oberst ernannt, ein Regiment in der Garnisonsstadt Neuruppin übernommen. Knobelsdorff wurde sein Gesprächspartner und Berater in Fragen von Kunst und Architektur. Unmittelbar vor der Stadtmauer entstand nach ihrer gemeinsamen Planung der Amalthea-Garten, darin ein Monopteros, ein kleiner Apollotempel nach antikem Vorbild, seit dem Altertum das erste Bauwerk dieser Art auf dem europäischen Kontinent und Knobelsdorffs erste Probe als Architekt Friedrichs des Großen. Dort wurde musiziert, philosophiert und gefeiert und auch nachdem der Kronprinz 1736 in das nahe Schloss Rheinsberg umgezogen war, suchte er bei seinen Aufenthalten als Kommandeur in der Neuruppiner Garnison den Tempelgarten häufig auf.
1736 erhielt Knobelsdorff vom Kronprinzen Gelegenheit zu einer Studienreise nach Italien, die bis zum Frühjahr 1737 dauerte. Sie führte ihn u. a. nach Rom, in die Gegend um Neapel, nach Florenz und Venedig. Seine Eindrücke sind in einem Reiseskizzenbuch mit annähernd einhundert Bleistiftskizzen festgehalten, allerdings nur von einem Teil der Reise: auf dem Rückweg hatte er sich bei einem Wagenunfall zwischen Rom und Florenz den Arm gebrochen. Einen Geheimauftrag konnte er nicht ausführen – die italienischen Opernsänger, die er nach Rheinsberg verpflichten sollte, waren mit den vorhandenen Geldmitteln nicht zu bezahlen. „Die hiesigen Castraten entschließen sich schwerlich von dannen zu gehen, […] das beständige Brodt, so sie auch im unvermögenden Stande behalten, sind Uhrsache, daß sie 100 Rthlr. in Rom auswärtigen Tausenden vorziehen.“ schrieb Knobelsdorff an den Kronprinzen. Im Herbst 1740, kurz nach Friedrichs Regierungsantritt wurde er vom König auf eine weitere Studienreise geschickt. In Paris war er eigentlich nur von den Arbeiten des Architekten Perrault beeindruckt – von der Fassade des Louvre und der Gartenfront des Schlosses von Versailles. Auf dem Gebiet der Malerei nannte er die Bilder von Watteau, Poussin, Chardin und anderen. Auf der Rückreise durch Flandern sah er die Gemälde von van Dyck und Rubens.
Schloss Rheinsberg mit dem kleinen Hofstaat des Kronprinzen wurde ein Ort der heiteren Gemeinsamkeit und der musischen Kreativität – ein Gegenentwurf zur sachlich trockenen Berliner Hofhaltung des Soldatenkönigs. Hier diskutierten Friedrich und Knobelsdorff über Architektur und Städtebau und entwickelten erste Ideen zu jenem umfangreichen Bauprogramm, das nach der Thronbesteigung des Kronprinzen verwirklicht werden sollte. Knobelsdorff fand in Rheinsberg seine erste größere Aufgabe als Architekt. Das Schloss bestand seinerzeit nur aus einem Turm und einem Gebäudeflügel. In einem Gemälde von 1737 hatte Knobelsdorff die Situation vor dem Umbau dargestellt, gesehen vom gegenüberliegenden Ufer des Grienericksees. Nach Vorarbeiten des Baumeisters Kemmeter und in ständiger Absprache mit Friedrich gab Knobelsdorff dem Ensemble seine heutige Form. Er ergänzte die Anlage durch den zweiten Turm und den dazugehörigen Gebäudeflügel und durch die Kolonnade, die beide Türme verbindet.

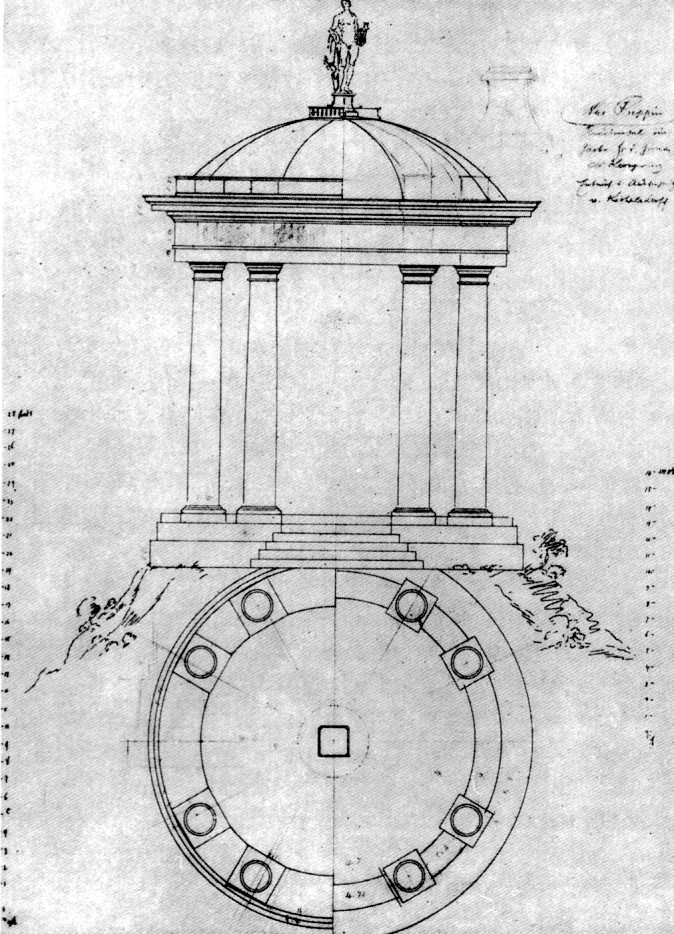
Entwurf zum Apollotempel in Neuruppin
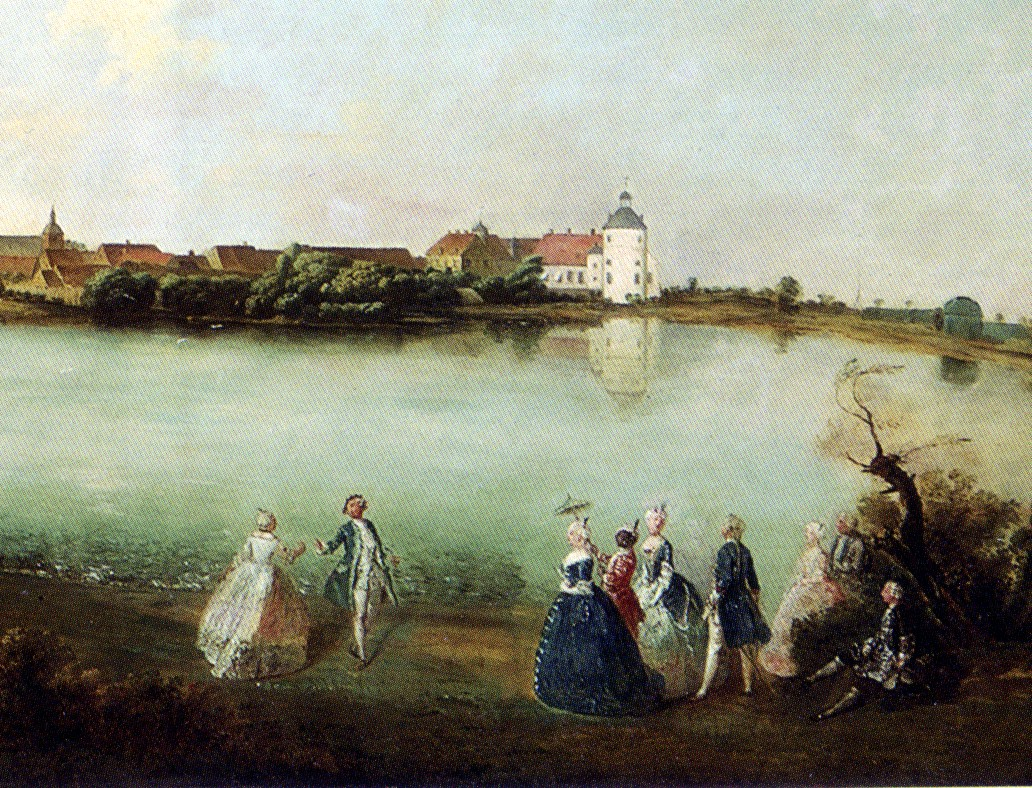
Blick auf Rheinsberg 1737. Gemälde von Knobelsdorff. Ausschnitt.
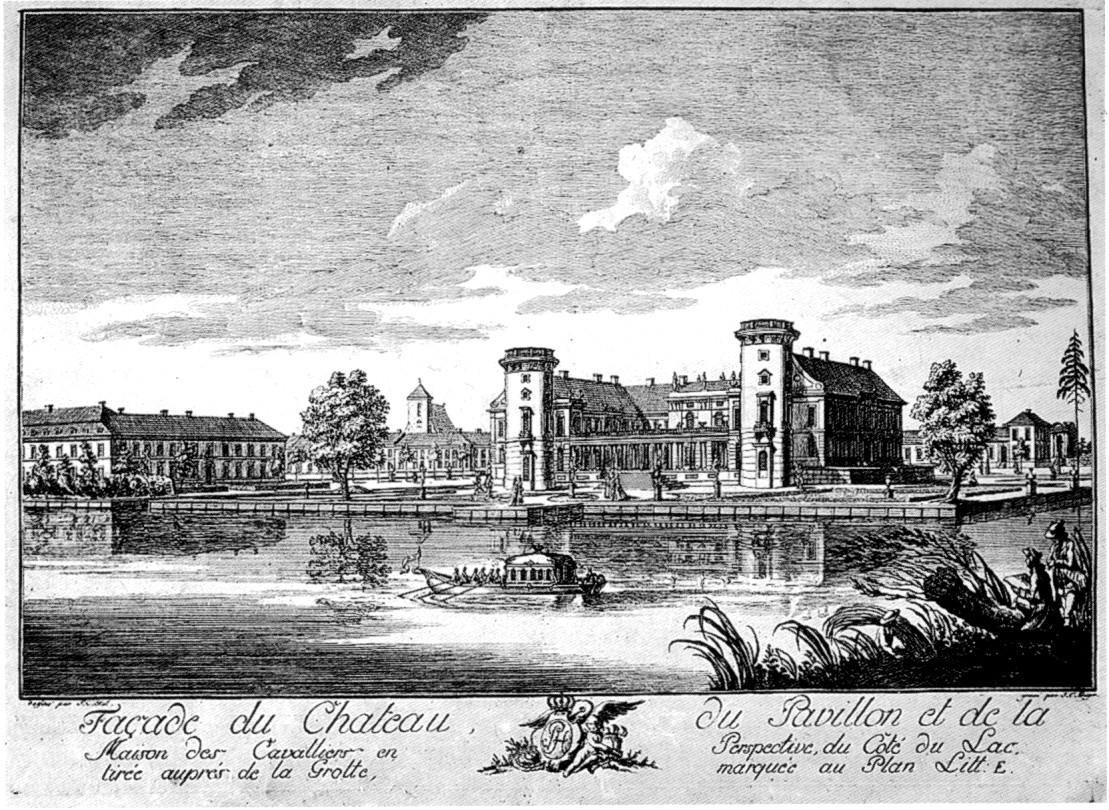
Schloss Rheinsberg um 1740

### „Forum Fridericianum“
Diese Anlage war als bedeutendes Bauvorhaben für den Beginn der friderizianischen Regierungszeit schon in Rheinsberg geplant worden. Der König wünschte sich für Berlin ein neues Stadtschloss, das den Vergleich mit den prächtigen Residenzen europäischer Großmächte aushielt. Knobelsdorff entwarf einen ausgedehnten Komplex mit Innenhöfen, vorgelagertem Ehrenhof und halbkreisförmigen Kolonnaden unmittelbar nördlich der Straße Unter den Linden, davor einen weiträumigen Platz mit zwei frei stehenden Gebäuden – einem Opernhaus und einem Ball(spiel)haus. Bald nach Friedrichs Regierungsantritt im Mai 1740 begannen Bodenuntersuchungen sowie Verhandlungen über Ankauf und Abriss von 54 Häusern, die dem Projekt im Wege standen. Schon am 19. August 1740 wurden alle Vorbereitungen wieder abgebrochen, angeblich war der vorgesehene Baugrund nicht geeignet. In Wahrheit hatten entfernte Verwandte des Königs sich geweigert, ihr Palais, das mitten auf dem geplanten Residenzplatz lag, zu verkaufen.
Mit eigenhändig skizzierten Änderungen auf dem Lageplan versuchte Friedrich II., die Situation zu retten. Als kurz darauf der Erste Schlesische Krieg (1740–1742) begann, musste die Entscheidung über das Forum aufgeschoben werden. Allerdings verlangte der König von Knobelsdorff, noch während des Krieges mit dem Bau des Opernhauses, der heutigen Staatsoper Unter den Linden, zu beginnen. Auch nach Kriegsende stagnierte die Entwicklung des Forums. Zu Beginn des Jahres 1745 wurde das verstärkte Interesse Friedrichs an Potsdam als zweiter Residenz deutlich, die ursprünglichen Pläne gerieten in den Hintergrund. Die Bebauung des Platzes am Opernhaus, wie er damals genannt wurde (heute: Bebelplatz), entwickelte sich in anderer Richtung. 1747 begann der Bau der Sankt-Hedwigs-Kathedrale, seit 1748 entstand das Prinz-Heinrich-Palais, zwischen 1775 und 1786 wurde die Königliche Bibliothek errichtet. Der fertige Platz hatte kaum Ähnlichkeit mit dem einstigen Plan, wurde aber schon von Zeitgenossen hoch gelobt und machte auch in dieser Form dem königlichen Bauherrn alle Ehre. Die Begriffe Forum Friedrichs, Friedrichsforum und Forum Fridericianum fanden aber erst im 19. Jahrhundert Eingang in die deutsche Fachliteratur. Offiziell wurden sie für den Platz nie verwendet.

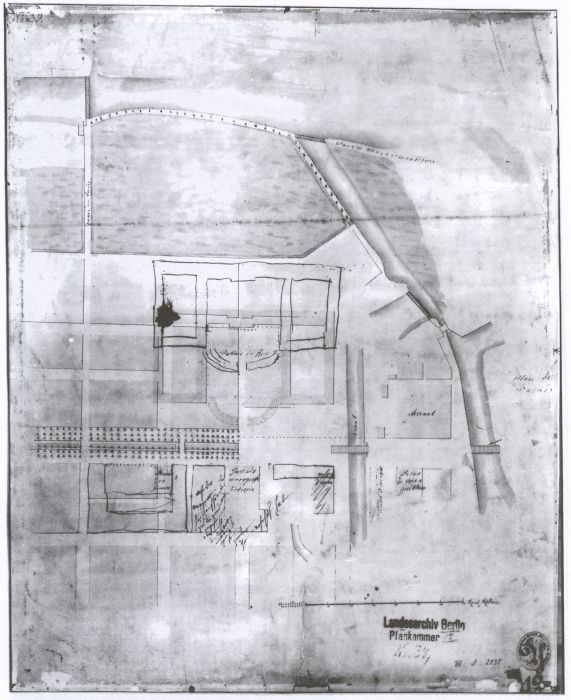
Knobelsdorffs Planskizze mit den Korrekturen Friedrichs II.

### Opernhaus und St.-Hedwigs-Kirche
Knobelsdorff war am Bau der St.-Hedwigs-Kirche beteiligt, unklar bleibt, in welchem Umfang. Friedrich II. schenkte der katholischen Gemeinde Berlins die fertigen Baupläne, die wahrscheinlich weitgehend von ihm selbst angeregt und von Knobelsdorff ausgeführt worden waren. Das Opernhaus dagegen war in seiner ursprünglichen Form durchgehend von Knobelsdorff gestaltet worden und gilt als eines seiner Hauptwerke. Bei den Fassaden des äußerlich schlicht gegliederten Gebäudes orientierte sich der Architekt an zwei Ansichten aus Colin Campbells Vitruvius Britannicus, einer der wichtigsten Sammlungen architektonischer Stiche mit Werken des englischen Palladianismus. Für das Innere konzipierte er eine Folge von drei bedeutenden Räumen, die unterschiedliche Funktionen hatten, auf verschiedenen Ebenen lagen und unterschiedlich ausgestattet waren: Apollosaal, Zuschauerraum und Bühne. Durch technische Vorkehrungen konnten sie zu einem gemeinsamen Festsaal zusammengefasst werden. In einer Berliner Zeitung beschrieb Knobelsdorff die technischen Besonderheiten, bemerkte aber auch stolz: „Dieses Theater ist eins von den längsten und breitesten in der Welt“. 1843 brannte das Haus bis auf die Grundmauern nieder. Im Zweiten Weltkrieg erhielt es mehrmals schwere Bombentreffer. Jedes Mal orientierte sich der Wiederaufbau an den Intentionen Knobelsdorffs, doch ergaben sich dabei auch deutliche Veränderungen sowohl der Fassade als auch der Innenräume. Opernhaus und Hedwigskirche waren schon bald nach ihrer Fertigstellung in Lehr- und Handbücher der Architektur aufgenommen worden.

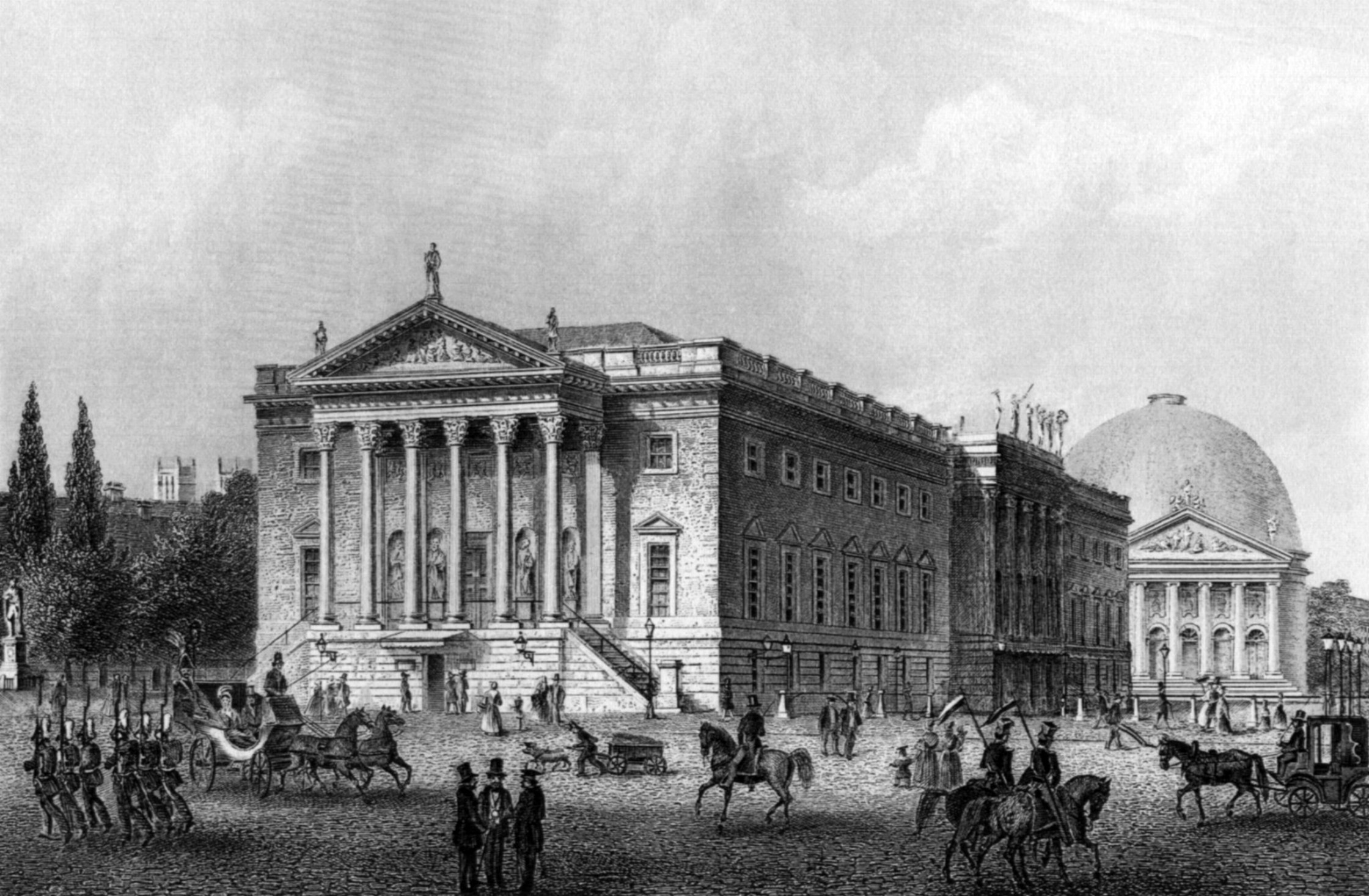
Opernhaus und Hedwigskirche 1850
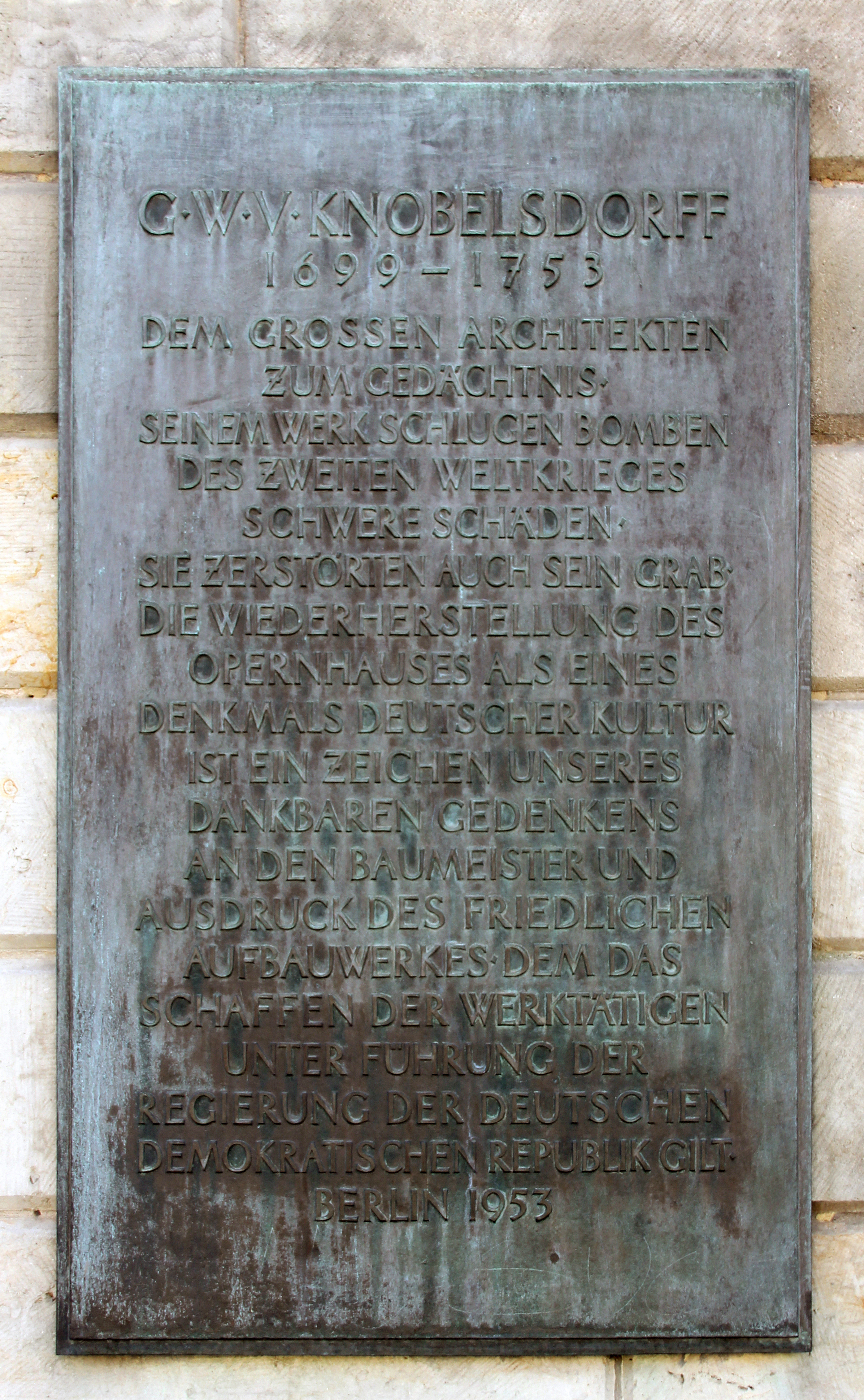
Gedenktafel am Haus, Unter den Linden 7, in Berlin-Mitte

### Tiergarten und Meierei
Schon in Neuruppin und Rheinsberg hatte Knobelsdorff gemeinsam mit dem Kronprinzen Gartenanlagen im französischen Stil entworfen. Am 30. November 1741 erging ein Erlass des nunmehrigen Königs Friedrich II., der die Umgestaltung des Berliner Tiergartens zum „Parc de Berlin“ einleitete. Das Schreiben enthielt den Hinweis, dass Baron Knobelsdorff dafür genaue Instruktionen erhalten habe. Der Tiergarten, einst kurfürstliches Jagdgebiet und unter Friedrichs Vater stark vernachlässigt, sollte zum öffentlichen Park und Lustgarten der Residenzstadt umgeformt werden. Um Neuanpflanzungen zu schützen, wurde zunächst einmal mit sofortiger Wirkung verboten, weiterhin Vieh auf das Gelände zu treiben. Das Interesse Friedrichs an dem Projekt war auch an einem späteren Dekret zu erkennen, wonach es untersagt war, größere Sträucher oder Bäume ohne ausdrückliche Erlaubnis des Königs zu entfernen.
Als Voraussetzung zur Umgestaltung des Tiergartens mussten weite Teile zunächst trockengelegt werden. Den notwendigen Entwässerungsgräben ließ Knobelsdorff vielfach die Form natürlicher Wasserläufe geben, eine Lösung, die von Friedrich II. später lobend hervorgehoben wurde. Die eigentlichen Arbeiten begannen mit der Verschönerung der vorhandenen Hauptachse, des Straßenzuges, der in Verlängerung der Straße Unter den Linden durch den Tiergarten nach Charlottenburg führte (heute: Straße des 17. Juni). Die Straße wurde mit Hecken eingefasst, der „Große Stern“, Einmündung von acht Alleen, mit 16 Statuen geschmückt. Südlich davon ließ Knobelsdorff drei so genannte Labyrinthe (eigentlich: Irrgärten) nach dem Vorbild berühmter französischer Parks anlegen – Teilbereiche mit kunstvoll ornamental verschlungenen Heckenwegen. Besonders im östlichen Teil des Parks, in der Nähe des Brandenburger Tores entstand ein dichtes Netz sich vielfach kreuzender Wege, besetzt mit zahlreichen „Salons“ und „Kabinetten“ – kleinen Plätzen, die mit Bänken und Brunnen gewissermaßen möbliert waren. Knobelsdorffs Nachfolger, der Königliche Planteur Justus Ehrenreich Sello begann damit, die spätbarocken Anlagen seines Vorgängers im Sinne des neuen, an England orientierten Ideals eines Landschaftsparks zu verändern. Gegen Ende des 18. Jahrhunderts war von Knobelsdorffs Maßnahmen, abgesehen von den Grundzügen des Wegesystems, kaum noch etwas erkennbar. Es bleibt die Tatsache, dass er den ersten, von Beginn an öffentlich zugänglichen Park Deutschlands gestaltet hat.
Zu Beginn des Jahres 1746 hatte Knobelsdorff ein umfangreiches Anwesen am Rande des Tiergartens bei einer Versteigerung günstig erworben. Es lag zwischen dem Großen Stern und der Spree etwa dort, wo heute das Schloss Bellevue steht. Zum Besitz gehörten eine Maulbeerplantage, Wiesen- und Ackerland, Gemüsebeete und zwei Meiereigebäude. Knobelsdorff ließ ein neues Hauptgebäude errichten, ein äußerlich schmuckloses Gartenhaus. Die Wand- und Deckengemälde in mehreren Räumen galten als Geschenk von Antoine Pesne an seinen Schüler und Freund. 1938 wurde das Haus abgerissen. Verschiedene Biographen vertraten die Ansicht, Knobelsdorff habe sein Grundstück im Tiergarten nur dazu genutzt, dort zusammen mit seiner Familie alljährlich idyllische Sommermonate zu verbringen. In Wahrheit wurde die Meierei landwirtschaftlich sowie als Obst- und Gemüsegarten intensiv bewirtschaftet und erwies sich so als nützliche Geldanlage. Knobelsdorff selbst las Bücher über die Pflege von Obstbäumen und den Anbau von Gemüse. Eines dieser Werke (L’Ecole du Jardin potager) enthielt eine Systematik verschiedener Gemüsesorten, geordnet nach ihren Heilkräften. Daher rührt die Vermutung, Knobelsdorff habe sich von den Pflanzen in seinem Garten eine Linderung seiner ständigen gesundheitlichen Probleme versprochen.

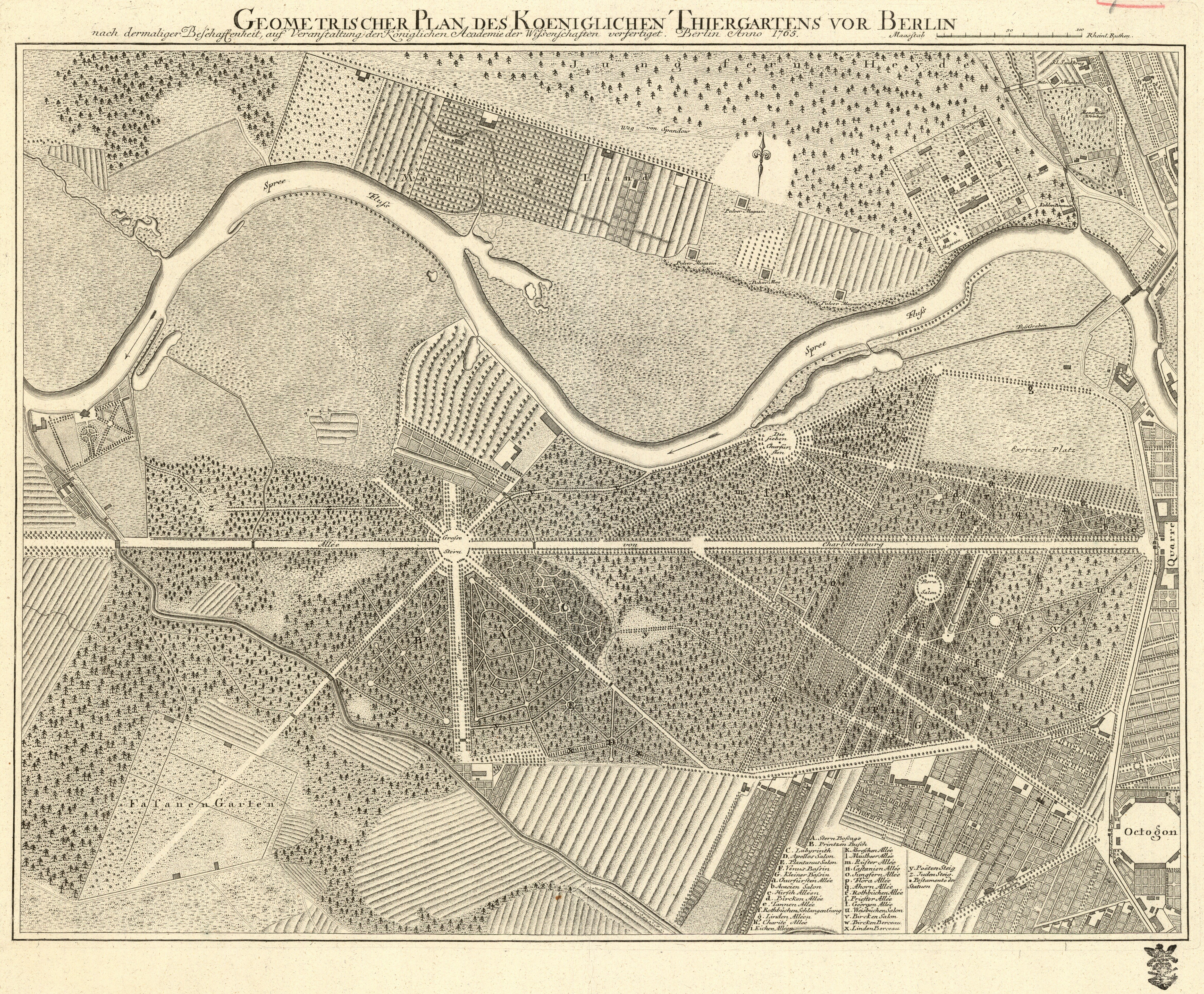
Der Berliner Tiergarten 1765

### Monbijou, Charlottenburg, Stadtschloss Potsdam
Auch die baulichen Veränderungen an diesen drei Schlössern gehörten zu dem umfangreichen Programm, das Knobelsdorff im Auftrag Friedrichs II. unmittelbar nach dessen Thronbesteigung oder wenige Jahre danach in Angriff nahm.
Schloss Monbijou, als eingeschossiger Pavillon mit Gartenanlage an der Spree entstanden, war die Sommerresidenz und seit 1740 der Witwensitz der Königin Sophie Dorothee von Preußen, der Mutter Friedrichs des Großen. Für das Repräsentationsbedürfnis der Königin erwies sich der Pavillon mit nur fünf Räumen und einer Galerie bald als zu klein. Unter Leitung von Knobelsdorff wurde der Bau in zwei Phasen zwischen 1738 und 1742 zu einer ausgedehnten symmetrischen Anlage mit Seitenflügeln und kleineren Pavillons erweitert. Kräftig farbige Flächen, Vergoldungen, Ornamente und Skulpturen sollten den langgestreckten Bau strukturieren. Diese Fassung war schon um 1755 verloren. Bis zur weitgehenden Zerstörung des Schlosses im Zweiten Weltkrieg war die Fassade weiß und glatt verputzt. Die Reste des Bauwerks wurden 1959/60 vollständig abgetragen.
Schloss Charlottenburg wurde unter Friedrich Wilhelm I. kaum genutzt. Sein Sohn dachte daran, dort seinen Wohnsitz zu nehmen und ließ es gleich zu Beginn seiner Regierungszeit durch Knobelsdorff vergrößern. So entstand der neue, an das Schloss östlich anschließende Teil des Gebäudes, der Neue Flügel oder Knobelsdorff-Flügel. Er enthält zwei wegen ihrer Ausstattung berühmte festliche Räume. Der Weiße Saal als Speise- und Thronsaal Friedrichs des Großen mit einem Deckengemälde von Pesne macht einen schon beinahe klassizistisch strengen Eindruck. Dagegen kann die Goldene Galerie mit ihrer überaus reichen Ornamentik und ihrer Farbfassung in Grün und Gold als Inbegriff des friderizianischen Rokoko gelten. Der Kontrast der beiden unmittelbar nebeneinander liegenden Säle verdeutlicht die Spannweite der künstlerischen Ausdrucksformen Knobelsdorffs. Das Interesse des Königs an Charlottenburg ließ nach, als er Potsdam als zweite Residenz in Aussicht nahm, dort bauen ließ und schließlich auch dort wohnte. Das Schloss wurde im Zweiten Weltkrieg stark zerstört und nach 1945 weitgehend detailgetreu wieder rekonstruiert.
Potsdamer Stadtschloss. Der Barockbau war 1669 fertiggestellt worden. Nachdem sich die Pläne zum Bau einer neuen Residenz in Berlin zerschlagen hatte, ließ Friedrich der Große das Schloss von Knobelsdorff zwischen 1744 und 1752 umbauen und mit reicher Innenausstattung im Stil des Rokoko versehen. Seine Änderungen an der Fassade zielten darauf ab, dem massiven Bau eine leichtere Anmutung zu geben. Von rot eingefärbten Putzflächen hoben sich Pilaster und Figuren aus hellem Sandstein deutlich ab. Zahlreiche Schmuckelemente wurden hinzugefügt, die blau lackierten Kupferdächer mit reich verzierten Schmuckschornsteinen bekrönt. Viele dieser Details gingen rasch verloren und wurden nicht wieder erneuert. Im Zweiten Weltkrieg erlitt das Bauwerk schwere Schäden, 1959/60 wurde es vollständig beseitigt. Nach einem Beschluss des Brandenburgischen Landtags wurde das Stadtschloss in seiner äußeren Form bis 2013 wiedererrichtet. 

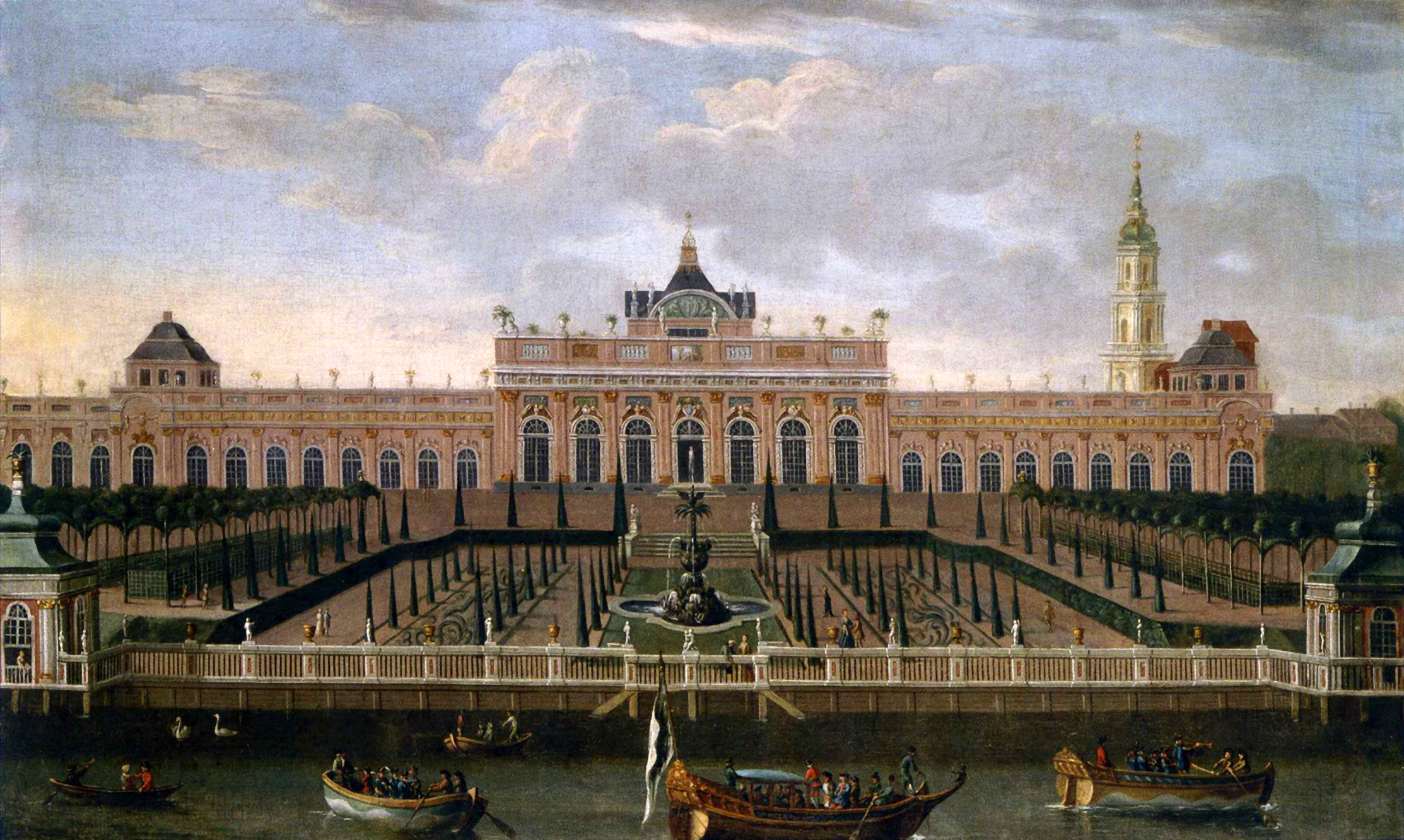
Schloss Monbijou, 1739
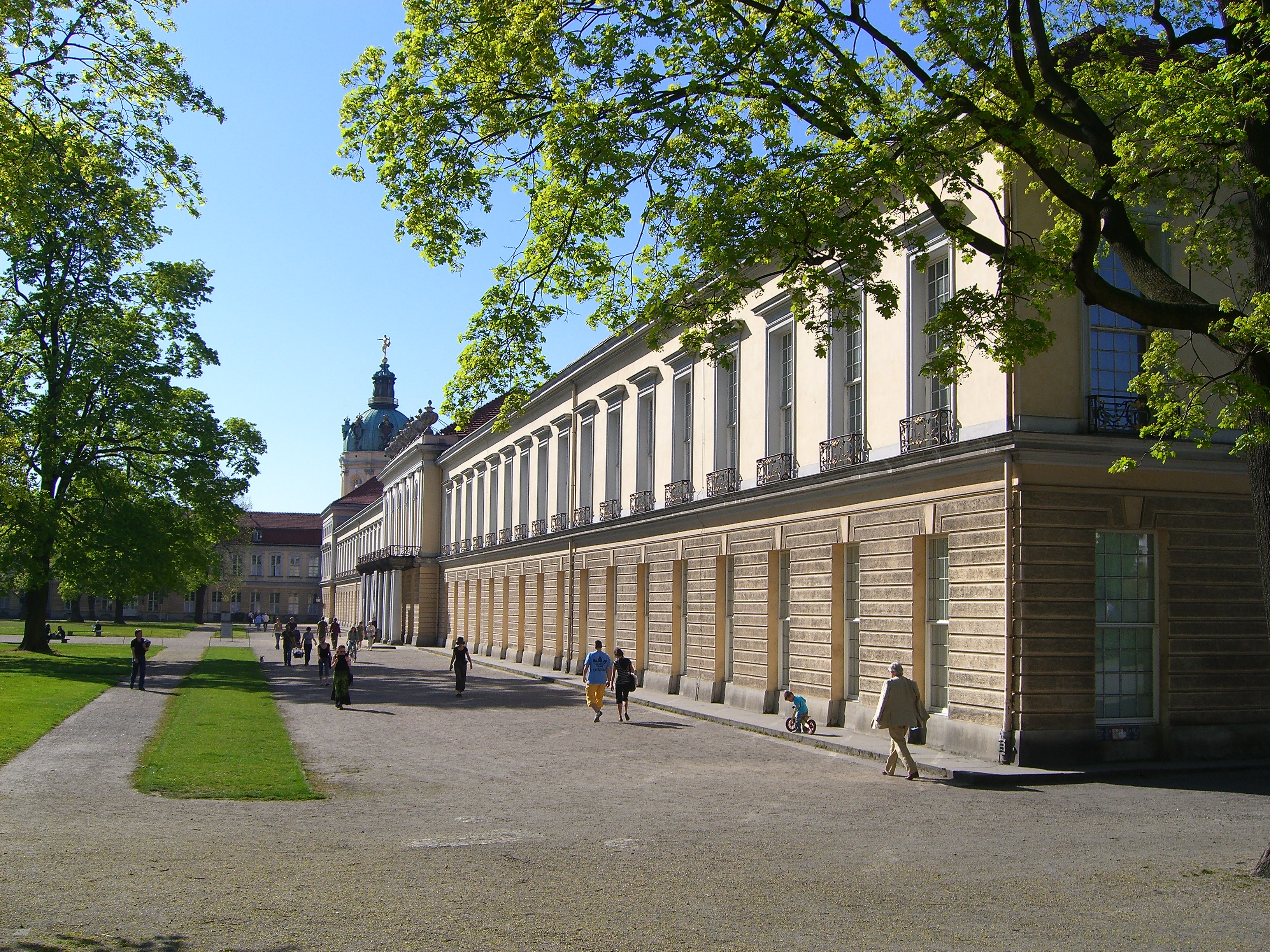
Schloss Charlottenburg: Knobelsdorff-Flügel
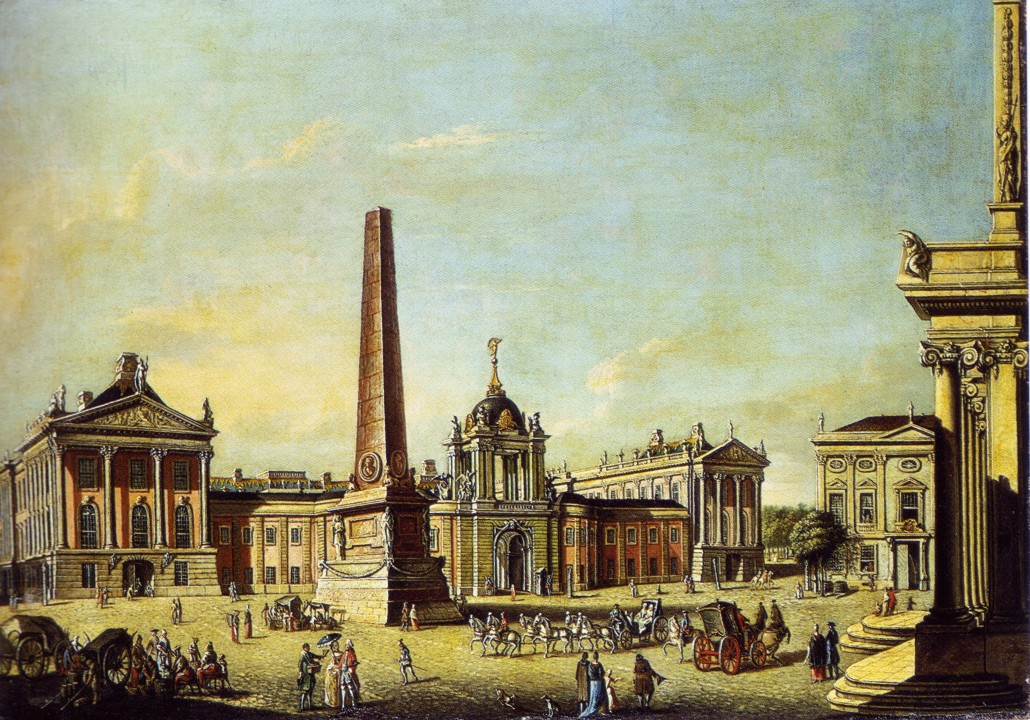
Potsdamer Stadtschloss am Alten Markt mit Jean de Bodts Fortunaportal und Knobelsdorffs Obelisken
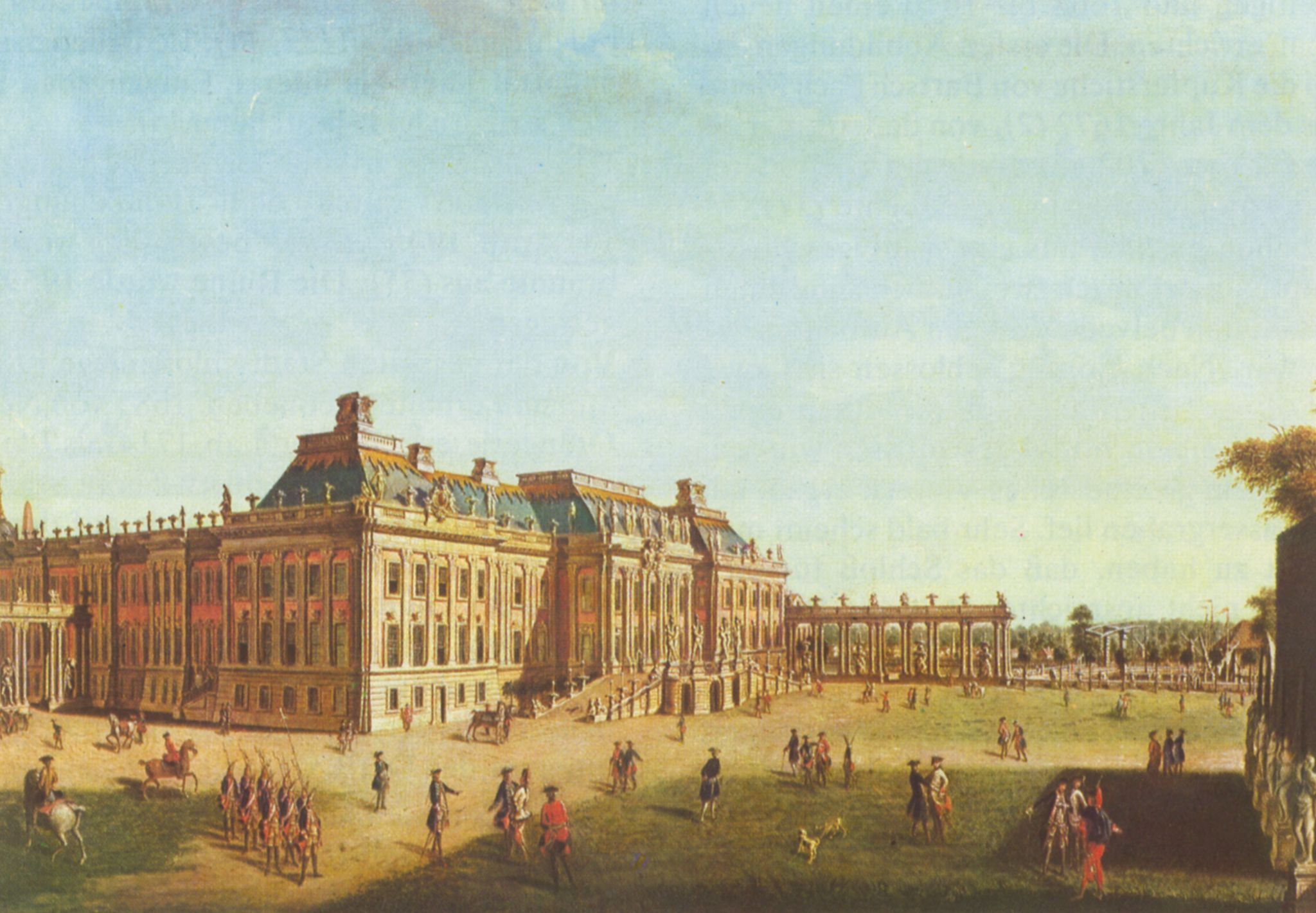
Potsdamer Stadtschloss nach Knobelsdorffs Überformung, Lustgartenseite

### „Sanssouci“
Am 13. Januar 1745 ordnete Friedrich der Große den Bau eines „Lust-Hauses zu Potsdam“ an. Dafür hatte er recht konkrete Entwurfsskizzen gezeichnet, die er Knobelsdorff zur Ausführung übergab. Sie sahen ein einstöckiges, ebenerdiges Gebäude auf den Weinbergterrassen am Südhang der Bornstedter Höhen im Nordwesten Potsdams vor. Knobelsdorff erhob Einwände gegen das Konzept, er wollte das Gebäude durch ein Sockelgeschoss erhöhen, unterkellern und nach vorn an den Rand der Terrassen rücken – es würde sonst, vom Fuß des Weinbergs aus gesehen, wie in den Boden versunken erscheinen. Friedrich bestand auf seinen Vorstellungen. Auch durch den Hinweis auf die erhöhte Wahrscheinlichkeit von Gicht und Erkältungen ließ er sich nicht umstimmen; später erlebte er genau diese Unannehmlichkeiten und ertrug sie klaglos.
Die Realisierung der Entwürfe übernahmen der bauleitende Architekt Friedrich Wilhelm Diterichs und der Baumeister Jan Bouman. Nach nur zweijähriger Bauzeit wurde das Schloss Sanssouci („Mein Weinberghäuschen“, wie der König es nannte) am 1. Mai 1747 eingeweiht. Friedrich der Große bewohnte es meist von Mai bis September, die Wintermonate verbrachte er im Potsdamer Stadtschloss.

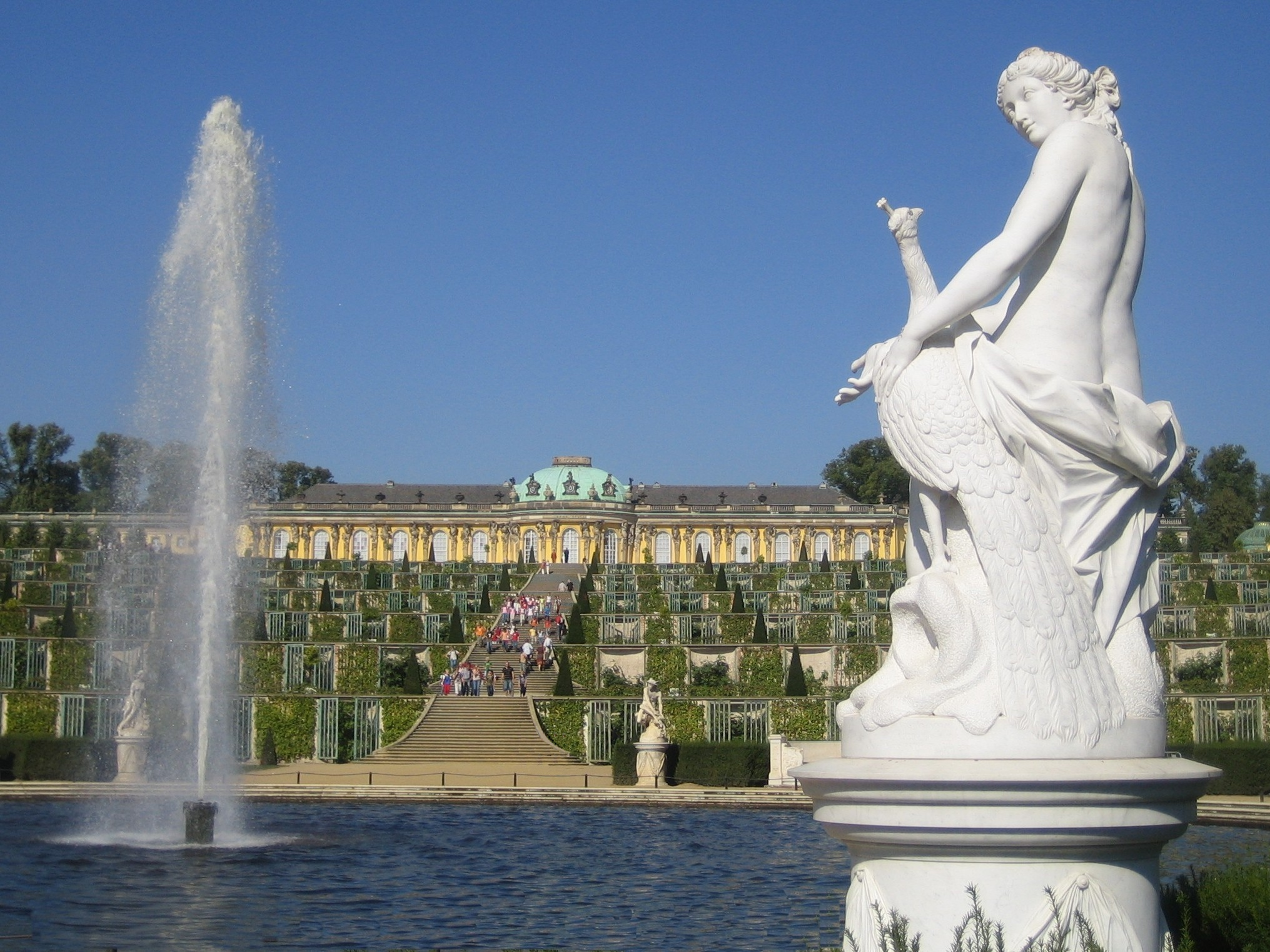
Schloss Sanssouci mit der Großen Fontäne

### Dekorative Kunst
Belege für die künstlerische Vielseitigkeit Knobelsdorffs sind seine dekorativen Entwürfe für Gartenvasen, Spiegelrahmen, Möbel und Kutschen. Derartige Tätigkeiten gipfelten in der Gestaltung repräsentativer Innenräume, etwa des Zuschauerraums der Oper Unter den Linden und der Säle des Schlosses Charlottenburg. Dekorative Ornamentik war eine bedeutsame Kategorie im europäischen Rokoko. Drei französische Meister dieser Kunst, Antoine Watteau, Jules Aurele Meissonier und Jacques de La Joue, hatten dafür Vorlagen geschaffen, die als Kupferstiche und Radierungen weite Verbreitung fanden. Knobelsdorff war offensichtlich besonders von den Arbeiten Watteaus beeinflusst, dessen Motive er schon in Rheinsberg für Spiegel- und Bilderrahmen übernahm und variierte.
Als bestimmend erwies sich dieser Einfluss bei der Gestaltung der Goldenen Galerie im Neuen Flügel des Charlottenburger Schlosses, einem Meisterwerk des friderizianischen Rokoko, das zwischen 1742 und 1746 entstand. Es wurde im Zweiten Weltkrieg zerstört und später wiederhergestellt. Der lebenslang naturverbundene Künstler schuf hier einen Kunstraum, der die Natur zitieren und verherrlichen sollte. Gleichzeitig wurde die Szenerie des realen Schlossparks durch Spiegel in den Raum übertragen. Der Saal ist 42 Meter lang, die Wände mit chrysoprasgrünem Stuckmarmor verkleidet, Ornamente, Bänke und Konsolen sind vergoldet. Wände und Decken sind mit einer Ornamentik überzogen, die sich vorwiegend auf pflanzliche Motive stützt. Das Prinzip der Ornamentgrotesken Watteaus – ein Rahmen aus fantasievollen pflanzlichen und architektonischen Motiven umschließt eine Szene von Bäumen und von Figuren bei ländlichen Vergnügungen – hat sichtlich vielfach als Anregung gedient.

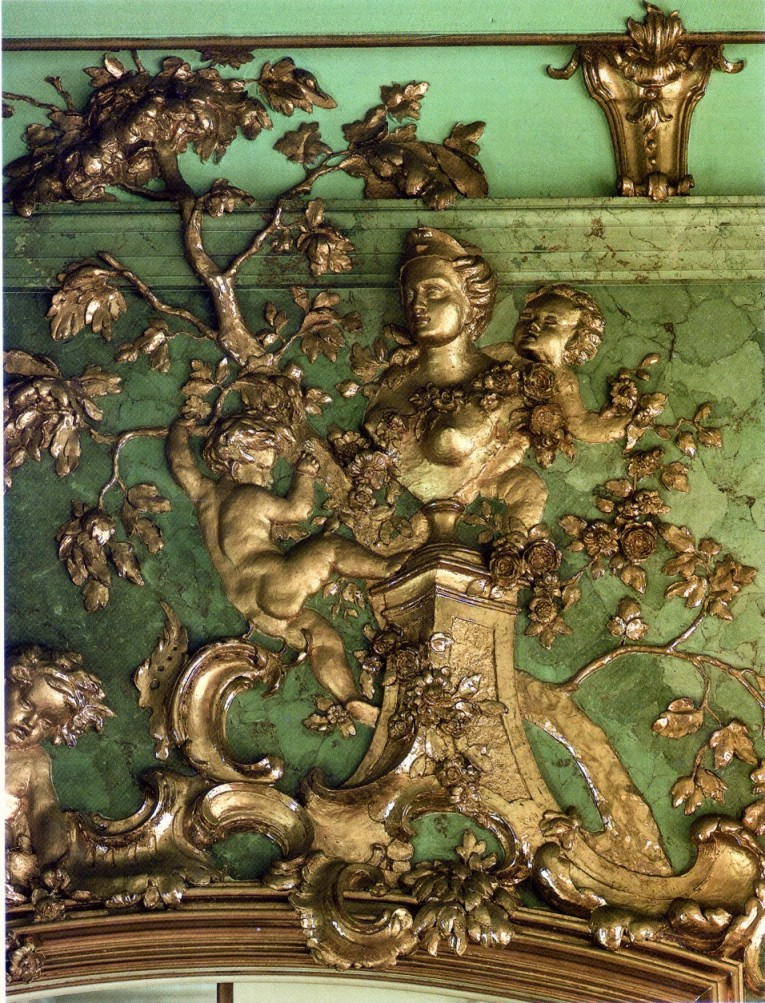
Schloss Charlottenburg, Goldene Galerie. Detail

### Französische Kirche in Potsdam
Die Französische Kirche ist ein Spätwerk Knobelsdorffs. Für die Gemeinde der Hugenotten entwarf er 1752 einen kleinen Zentralbau mit Anklängen an das römische Pantheon. Die Ausführung lag in den Händen von Jan Boumann, dessen Fähigkeiten als Baumeister Knobelsdorff nicht schätzte, der ihm aber bei Aufträgen in den letzten Jahren mehrfach vorgezogen worden war. Die Kirche hat einen ovalen Grundriss von etwa 15:20 Metern und eine freischwingende Kuppel, die von Karl Friedrich Schinkel noch 80 Jahre später als statisch sehr gewagt bezeichnet wurde. Der schlichte Innenraum wirkte durch eine umlaufende Holzempore wie ein Amphitheater, nach Maßgabe der französisch-reformierten Gottesdienstordnung war er frei von kirchlichem Zierrat – es gab keine Kreuze, kein Taufbecken, keinen Figurenschmuck. Am 16. September 1753, dem Todestag Knobelsdorffs, schenkte Friedrich II. der Potsdamer Gemeinde die fertige Kirche.
Im 19. Jahrhundert veränderte Schinkel die inzwischen schadhafte Innenausstattung. Das Gebäude war auf feuchtem Baugrund errichtet worden, so traten in dichter Folge Schäden auf, die Kirche musste mehrfach jahrelang geschlossen werden, überstand aber schließlich sogar den Zweiten Weltkrieg unzerstört. Eine letzte, umfangreiche Instandsetzung erfolgte in den Jahren 1990 bis 2003.

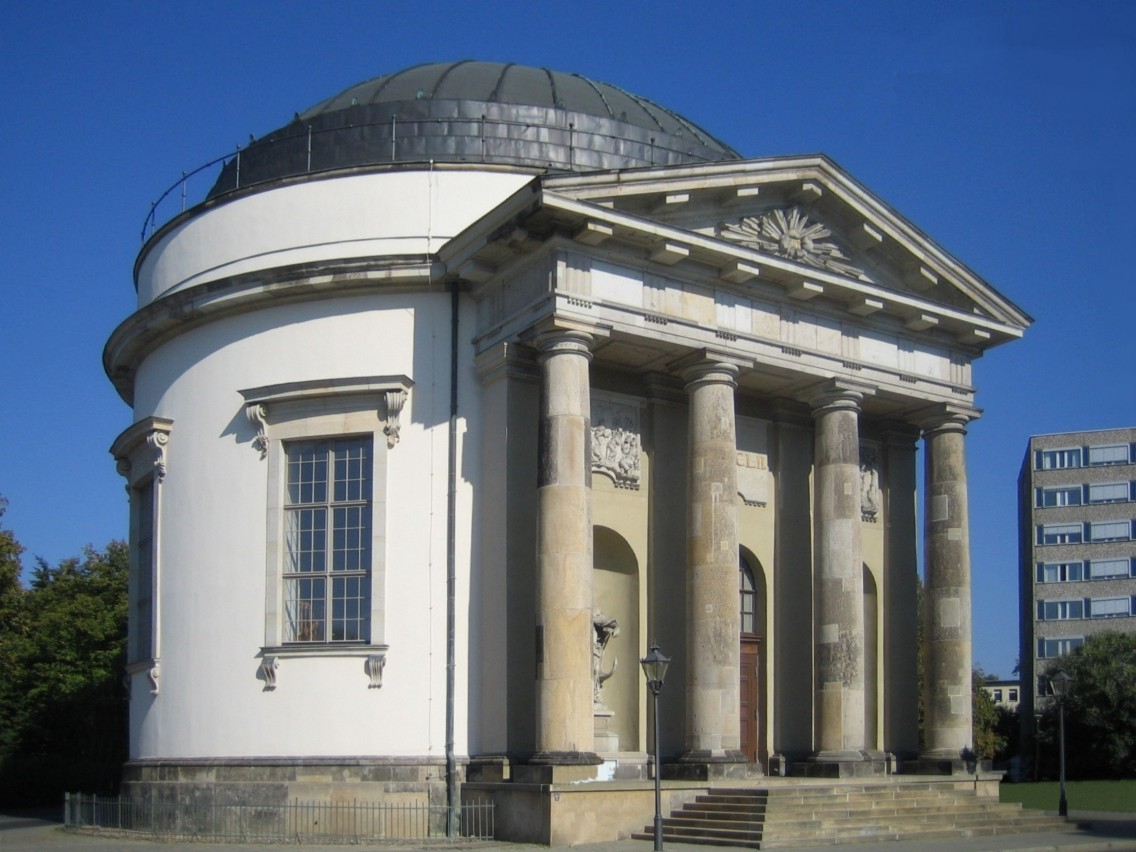
Die Französische Kirche in Potsdam

### Krankheit und Tod
1753 machte sich Knobelsdorffs langjähriges Leberleiden stärker bemerkbar. Eine Reise in das belgische Heilbad Spa brachte keine Besserung. Am 7. September 1753, wenige Tage vor seinem Tod, schrieb Knobelsdorff „in einer Pause meiner Schmerzen“ an den König. Er dankte ihm „für all die Güte und all die Wohlthaten, mit welchen mich Euer Majestät während meines Lebens überhäuft haben“. Zugleich bat er ihn, seine beiden Töchter als seine rechtmäßigen Erbinnen anzuerkennen. Das war problematisch, weil die Mädchen der Lebensgemeinschaft entstammten, die Knobelsdorff 1746 mit der „bürgerlichen“ Sophie Charlotte Schöne, Tochter des Charlottenburger Küsters Schöne, eingegangen war. Die uneheliche und nicht standesgemäße Verbindung des langjährigen Junggesellen hatte in der höfischen Gesellschaft Missfallen erregt. Friedrich entsprach der Bitte des Todkranken mit der Legitimierung der Töchter unter dem Namen „Knobelsdorff“, also ohne Adelstitel.
Knobelsdorff starb am 16. September 1753. Zwei Tage später meldeten die Berlinischen Nachrichten: „Den 16ten des jetzigen Monaths hat allhier der Hochwohlgebohrne Herr, Herr George Wentzel, Freyherr von Knobelsdorff, Sur-Intendant der Königl. sämmtlichen Schlösser, Häuser und Gärten, Directeur en chef aller Baue in den sämmtlichen Provinzen, auch geheimer Finanz, Kriegs- und Domainen-Raht, nach einer langwierigen Krankheit im 53sten Jahre seines ruhmvollen Alters, das Zeitliche gesegnet“. Am 18. September fand die Beisetzung in der Gruft des Deutschen Domes auf dem Gendarmenmarkt statt. Vier Jahre später wurde sein Freund Antoine Pesne neben ihm bestattet. Beim Umbau der Kirche 1881 verlegte man die sterblichen Überreste auf einen der Friedhöfe am Halleschen Tor in Berlin-Kreuzberg, das Grab war durch eine Marmortafel und einen Putto gekennzeichnet. Dieses wurde entweder während eines Bombenangriffs im Zweiten Weltkrieg zerstört oder kam bei Bauarbeiten zur Verlegung der Blücherstraße abhanden. Heute erinnert nur noch ein schmuckloser Grabstein auf einem Grab der Stadt Berlin in der Nähe des Friedhofseingangs Zossener Straße an den Künstler. Das Grab war bis 2014 als Ehrengrab der Stadt Berlin gewidmet.

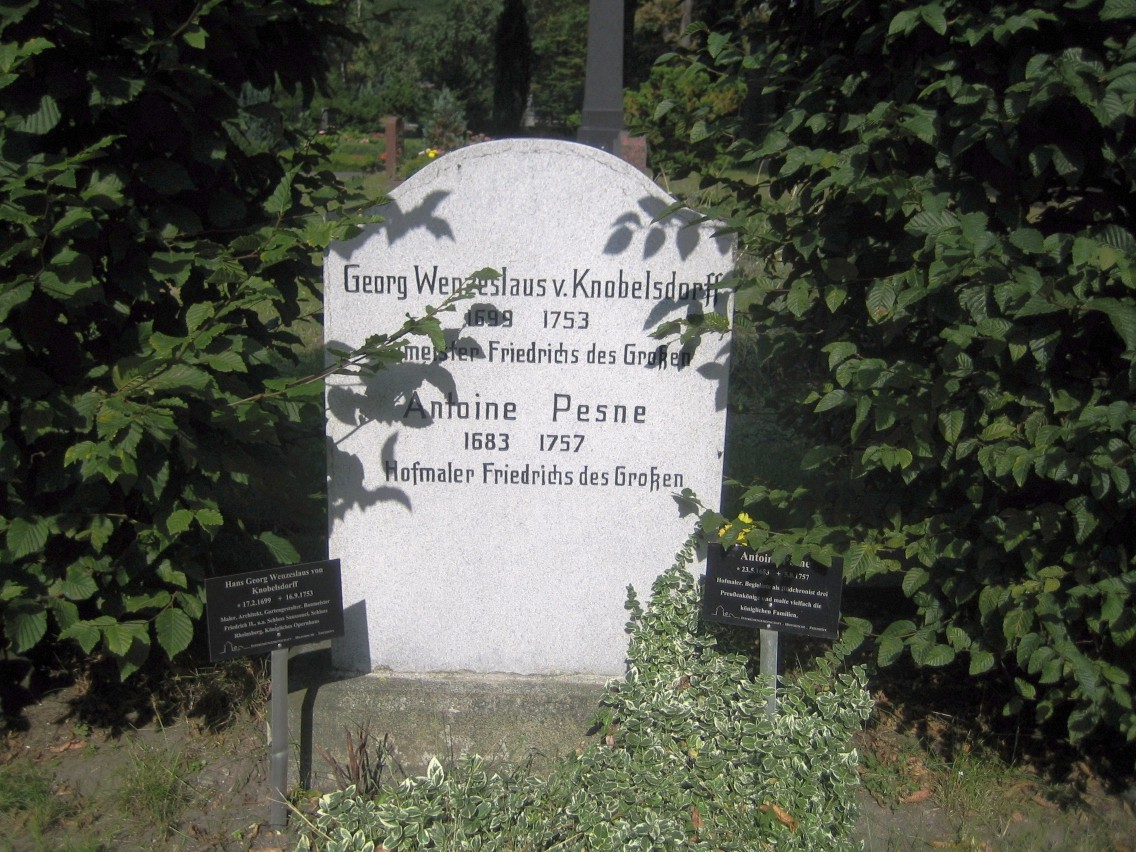
Grabstein für Knobelsdorff und Pesne in Berlin

## Vorbilder
Als Architekt war Knobelsdorff stark beeinflusst von den Bauten und architekturtheoretischen Schriften Andrea Palladios. Dieser bedeutende italienische Baumeister der Hochrenaissance veröffentlichte 1570 das maßgebliche Werk „Quattro libri dell’architettura“ mit eigenen Entwürfen und zahlreichen Abbildungen antiker Architektur. Von Palladios Anregungen leitete sich ein Baustil ab, der im 17. Jahrhundert im protestantischen bzw. anglikanischen Nordeuropa, vor allem in England verbreitet war. Anders als das zeitgleiche Barock mit seinen bewegten Silhouetten und konkav-konvexen Fassadenreliefs verwendete der so genannte Palladianismus klassisch einfache und klare Formen. Diesem Prinzip fühlte sich auch Knobelsdorff in fast allen seinen Bauten verpflichtet, jedenfalls soweit es die äußere Form betraf. Die Vorbilder wurden von ihm nicht einfach kopiert, sondern in die eigene Formensprache übertragen (erst nach seinem Tod häuften sich in Berlin und Potsdam die direkten Kopien fremder Fassaden). Im weiteren Sinne war er schon ein Vertreter des Klassizismus, der im engeren Wortsinn in Preußen erst im späten 18. Jahrhundert begann und im frühen 19. Jahrhundert mit Karl Friedrich Schinkel seinen Höhepunkt fand. In der Innendekoration dagegen folgte Knobelsdorff von Anfang an der Hauptströmung der Zeit und lieferte mit seinem an französischen Vorbildern geschulten friderizianischen Rokoko hervorragende Beispiele spätbarocker Dekorationskunst.

## Kunstsammlung
Knobelsdorff war ein engagierter Kunstsammler, eine Tatsache, die lange, bevor alte Bestandslisten aufgefunden wurden, unbekannt war. Er hinterließ seinem Freund, dem Oberstleutnant Peter Christoph Carl von Keith (1711–1756) eine umfangreiche Sammlung von Gemälden und Graphiken, für die es im Berlin des 18. Jahrhunderts nur wenige Parallelen gab. Die Verwalter des Nachlasses zählten und schätzten 368 Bilder im Wert von etwa 5400 Reichstalern und weit über 1000 graphische Blätter für 400 Reichstaler. Unklar bleibt, wie Knobelsdorff eine so beachtliche Sammlung erwerben konnte – einen geregelten Kunstmarkt gab es damals in Berlin noch nicht, allenfalls Einzelverkäufe oder Nachlassauktionen, bei denen sich gelegentlich auch einzelne Bilder fanden. Vermutlich waren Kontakte nach Amsterdam und Rotterdam hilfreich, zu den Zentren des florierenden niederländischen Kunsthandels. Schwerpunkt der Kunstsammlung war die Landschaftsmalerei und hier besonders die niederländische Malerei aus der zweiten Hälfte des 17. Jahrhunderts. Porträtkunst bildete einen weiteren wichtigen Komplex, dazu einige Schlachtenbilder, dem Geschmack der Zeit entsprechend. Zeitgenössische Maler waren kaum vertreten. Von Knobelsdorffs eigenen Bildern fanden sich 37 Exemplare. Bald nach dem Tod des Besitzers wurde die Sammlung auseinandergerissen und verkauft.

## Knobelsdorff und FriedrichII.
Das Verhältnis Knobelsdorffs zum Kronprinzen und späteren König Friedrich II., das durch einen harmonischen Beginn, zunehmende Spannungen und ein versöhnliches Ende gekennzeichnet war, blieb ein zentrales Thema seines Lebens. Aus gemeinsamem Interesse an Kunst und Architektur war in Neuruppin und Rheinsberg eine beinahe freundschaftliche Vertrautheit entstanden. Auf Betreiben Friedrichs wurde Knobelsdorff 1739 im Schloss Rheinsberg in die Loge du Roi oder Loge première, die erste preußische Freimaurerloge überhaupt, aufgenommen. Diese nahezu ständige persönliche Nähe, die Konzentration auf wenige Dinge, die beiden wichtig waren, fanden naturgemäß ein Ende, nachdem der Kronprinz 1740 als Friedrich II. den Thron bestiegen hatte und sich auf neuen Gebieten wie Kriegsführung und Staatsverwaltung bewähren musste, deswegen auch Kontakte zu einem weit größeren Kreis von Beratern und Mitarbeitern aufbaute und unterhielt.
Da Friedrich die Qualitäten seines Knobelsdorff kannte und sich viel von ihm versprach, überhäufte er ihn sogleich mit Arbeit, versorgte ihn aber auch mit Titeln und Ehrungen und wies ihm 1741 ein stattliches Wohnhaus in der Leipziger Straße als Dienstwohnung zu. Er erhielt die Oberaufsicht über alle königlichen Bauten, daneben wurde er Intendant der Schauspiele und Musik (bis 1742). Er hatte neben seiner eigentlichen Tätigkeit als Architekt Verwaltungsarbeiten zu leisten und mancherlei Nebensächliches zu erledigen, etwa für ein Feuerwerk im Charlottenburger Schlossgarten zu sorgen, Operndekorationen zu entwerfen und sich um Pferdeställe in Berlin zu kümmern. Obwohl Knobelsdorff in der Regel nur Planskizzen und Ansichtszeichnungen lieferte und die Durchführung erfahrenen Baumeistern und Technikern überließ, wuchs ihm die Arbeit gelegentlich über den Kopf. Der ungeduldige König reagierte dann gereizt. 1742 mahnte er schnellere Arbeit an, „damit ich nicht Ursach habe, deshalb meine Empfindlichkeit zu zeigen und mit dem Hause, welches ich Euch in Berlin zur Wohnung gegeben, eine Aenderung zu machen … Er executieret nichts, wie ich es haben will und ist faul wie ein Artilleriepferd“. Solche Differenzen blieben zunächst Ausnahmen.
Ein grundsätzlicher Widerspruch bestand jedoch von Anfang an und trat allmählich stärker zu Tage. Für Knobelsdorff, einen ernsthaften Künstler, standen Architektur und Malerei im Mittelpunkt seiner Existenz. Friedrich der Große war an beiden lebhaft interessiert, hatte sich auch Kenntnisse darin angeeignet, blieb dabei aber ein Außenseiter, für den die Beschäftigung mit Architektur nicht die Hauptsache sein konnte. Bei Gelegenheit verglich er sein Interesse daran mit dem spielerischen Vergnügen eines Kindes an seinen Puppen. Beide, der König und sein Architekt, waren unbeugsame, manchmal schroffe Charaktere. So wurden aus unterschiedlichen Auffassungen in Sachfragen zunehmend auch persönliche Spannungen. Nachdem Knobelsdorff dem König bei der Planung für Schloss Sanssouci sehr entschieden widersprochen hatte, war er im April 1746 – offiziell aus Gesundheitsgründen – als Verantwortlicher beim Bau des Schlosses ausgeschieden. 1747 wurde in den Abrechnungen des Bauschreibers Fincke, der unter Knobelsdorffs Leitung jahrelang an großen Projekten mitgearbeitet hatte, enorme Unordnung festgestellt. Friedrich schrieb seinem Architekten daraufhin einen Brief mit dem „Ausdruck des äußersten Missfallens“ darüber, dass er „nicht mehr auf Ordnung und Richtigkeit“ gehalten habe.
Dies war der Beginn einer dauerhaften Entfremdung. Zwar wurden Knobelsdorff auch weiterhin die verschiedensten Bauaufgaben übertragen – er entwarf für den Park von Sanssouci die Rehgartenkolonnade und die Neptungrotte, in Potsdam das Neustädter Tor, mehrere Bürgerhäuser, die Französische Kirche, den Obelisken auf dem Markt und manches andere – blieb aber dem königlichen Hof jahrelang fern. Der Versuch einer erneuten Annäherung endete dann mit einem Misserfolg. Der König bestellte ihn im Sommer 1750 nach Potsdam, ärgerte sich aber bald über eine Bemerkung des Architekten und wies ihn an, nach Berlin zurückzukehren. Knobelsdorff machte sich sofort auf den Weg, wurde jedoch auf halber Strecke von einem Feldjäger eingeholt, der ihn aufforderte, umzukehren und sich wieder bei Hof einzufinden. Nach der Überlieferung antwortete er: „Mir hat der König selbst befohlen, nach Berlin zu gehen. Ich weiß zu gut, ob ich seinen oder eines Feldjägers Befehl befolgen muss“ – und setzte seinen Weg fort. Danach sah er den König nie mehr wieder.
Friedrich II. hat anscheinend zu allen größeren Bauten, an denen Knobelsdorff beteiligt war, eigene Entwurfsskizzen beigetragen. Nicht immer ist der Umfang seiner Beiträge feststellbar. Wer seinen schöpferischen Anteil beurteilen will, muss auch berücksichtigen, dass die Skizzen des Königs oft schon Resultate gemeinsamer Überlegungen mit seinem Architekten gewesen sein können. Anfangs akzeptierte der junge Kronprinz den 13 Jahre Älteren als seinen Mentor in Fragen von Kunst und Architektur und folgte seinen Vorschlägen. Später bestand er in einzelnen Punkten häufiger auf den eigenen Ansichten und setzte sie mit der Autorität seiner übergeordneten Stellung auch durch. In den Grundzügen aber stimmten die künstlerischen Auffassungen des Königs sein Leben lang mit denen Knobelsdorffs überein. Noch nach dessen Tod ließ er zum Beispiel den Theaterraum und den Marmorsaal des Potsdamer Stadtschlosses, beide von Knobelsdorff gestaltet, im Neuen Palais von Sanssouci nachbauen – ein Indiz dafür, dass die zuletzt aufgetretenen Spannungen nicht primär auf künstlerischen Differenzen beruhten, sondern auf persönlichen Empfindlichkeiten.

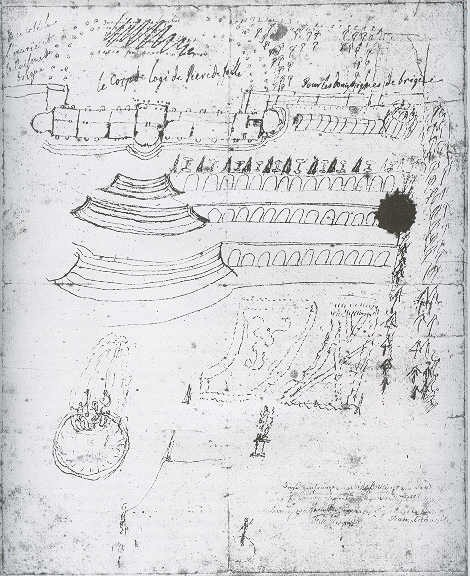
Entwurfsskizze Friedrichs des Großen für Schloss Sanssouci
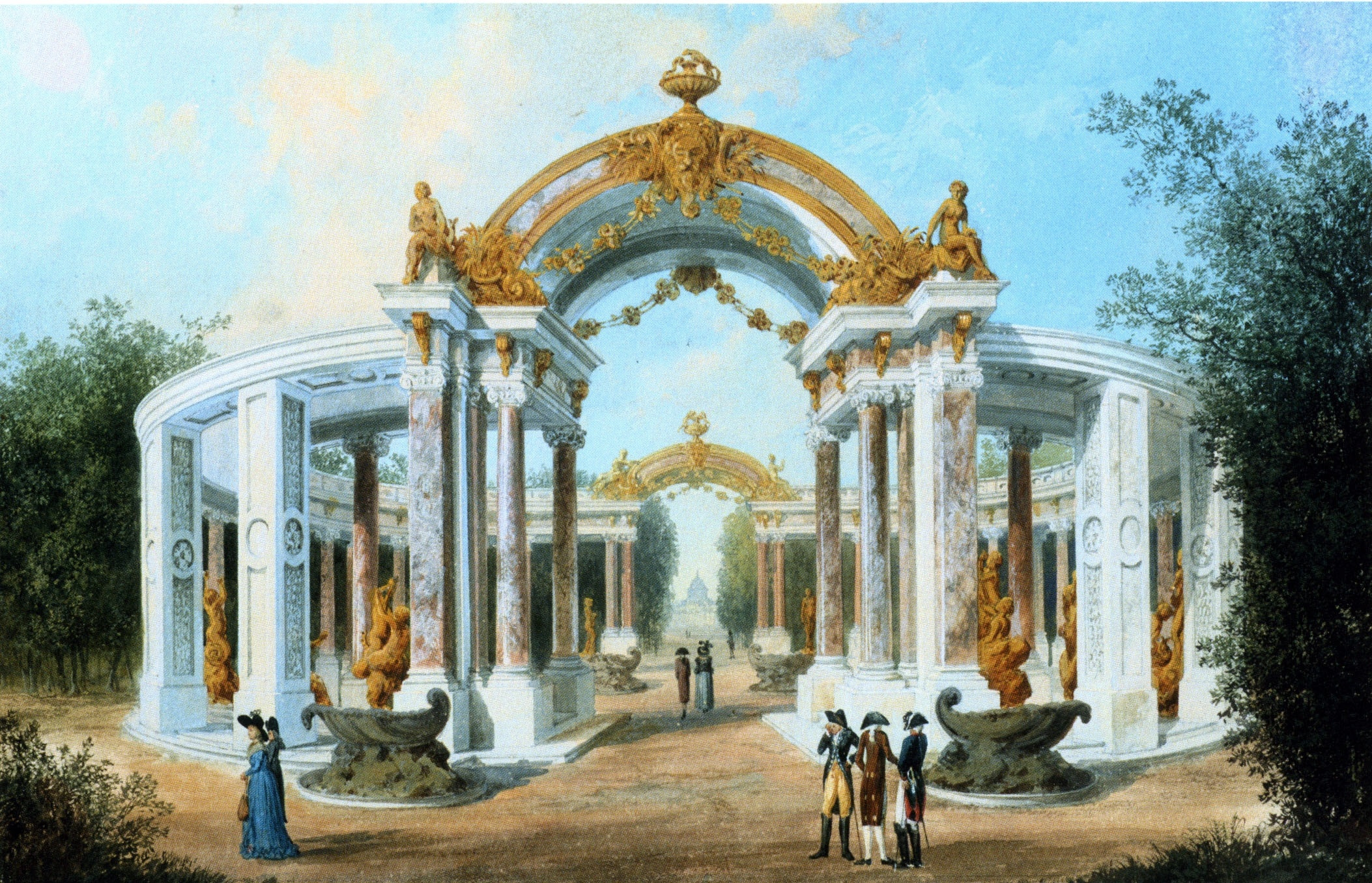
Die Rehgartenkolonnade im Park von Sanssouci. Nicht erhalten
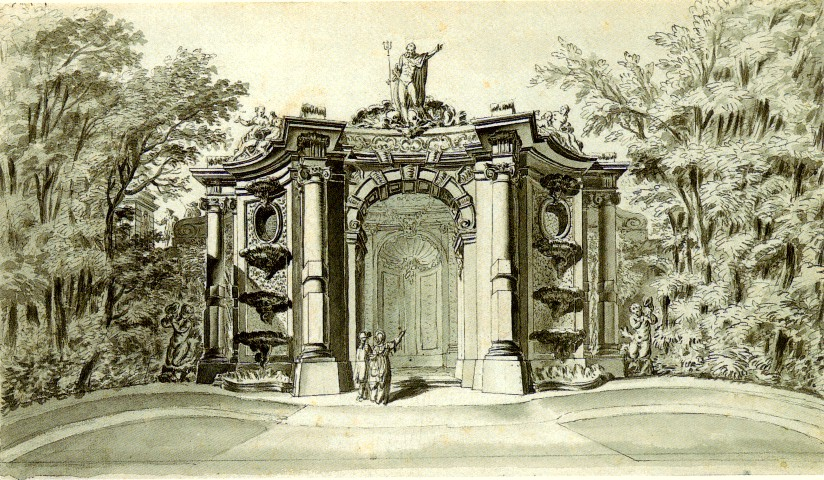
Die Neptungrotte im Park von Sanssouci. Entwurf

## Persönliche Urteile
Jakob Friedrich von Bielfeld, der vorübergehend zum Rheinsberger Kreis des Kronprinzen gehörte, schrieb 1739: „Herr von Knobelsdorff ist ein Herr von einem ernsthaften Betragen und von einer etwas finsteren Miene, allein von wesentlichen Verdiensten. Seine äußerliches Ansehen hat weder etwas artiges noch hofmäßiges; allein er ist deswegen nicht weniger verehrungswürdig. Ich vergleiche ihn mit einer schönen Eiche, und Sie wissen, es ist eben nicht nöthig, dass in einem Garten alle Bäume so zierlich wie zu Marly in Bogen geschnitten sind. Wenn man den Verstand als eine Person schildern wollte, so könnte der Herr von Knobelsdorff das Bild dazu abgeben. Sein Umgang ist lehrreich und er besitzt in der Baukunst, in der Zeichnung und in der Malerei sehr vorzügliche Geschicklichkeit. […] er malt die allerschönsten Landschaften, die man sich nur vorstellen kann und trifft die Porträts seiner besten Freunde mit einer erstaunlichen Ähnlichkeit.“
Heinrich Ludwig Manger erwähnt Knobelsdorff in seiner „Baugeschichte von Potsdam“ (1789/90). Nach einer Aufzählung von 30 architektonischen Arbeiten, die allein in Potsdam nach dessen Zeichnungen ausgeführt worden waren, schreibt er auch über Knobelsdorff als Maler, „ungeachtet es eigentlich nicht zu einer Baugeschichte gehört. – Er hat viel und alles nach der Natur gezeichnet. Er benutzte jede Kleinigkeit, die ihm vorkam, von der er glaubte, sie in der Folge brauchen zu können, und zeichnete sie in seinem Taschenbuche auf, das einen besonderen Ort in seinem Kleide hatte. Diese Zeichnungen sind frey, leicht, und mit der ihm eigenen Manier meisterhaft hingeworfen. […] Ein Gleiches kann man auch von seinen Landschaftsgemälden sagen, denn alles ist darinnen nach der Natur und mit einer schönen Farbenmischung, ohne in’s harte oder bunte zu fallen.“
Friedrich der Große verfasste eine Gedenkrede (Éloge) auf Knobelsdorff in französischer Sprache und ließ sie am 24. Januar 1754 vor der Akademie der Wissenschaften verlesen, deren Ehrenmitglied der Verstorbene seit 1742 gewesen war. Darin deutete er die Spannungen an, die zwischen beiden in den letzten Jahren aufgetreten waren, ließ aber vor allem seine im Grunde unveränderte Wertschätzung erkennen: „[…] Knobelsdorff erwarb sich durch seinen lauteren und rechtschaffenen Charakter allgemeine Hochachtung. Er liebte die Wahrheit und glaubte, sie verletze niemanden. Gefälligkeit betrachtete er als Zwang und floh alles, was seine Freiheit zu beeinträchtigen schien. Man musste ihn genau kennen, um sein Verdienst voll zu würdigen. Er förderte die Talente, liebte die Künstler und ließ sich lieber suchen, als dass er sich vordrängte. Vor allem muss zu seinem Lobe gesagt werden: er verwechselte nie Wetteifer mit Neid, Gefühle, die sehr verschieden sind […]“ (Übersetzung von Volz, 1913).

## Wichtige Bauten – Chronologie
- 1734: Apollotempel im Amaltheagarten in Neuruppin.
- 1737: Umbau des Rheinsberger Schlosses (bis 1740).
- 1740: Pläne zum Wiederaufbau der abgebrannten Stadt Rheinsberg. Planung und Bau des Berliner Opernhauses (bis 1743). Erweiterungsbauten für Schloss Monbijou in Berlin (bis 1742). Neuer Flügel am Schloss Charlottenburg (bis 1742, Innenausstattung bis 1746).
- 1741: Beginn der Umgestaltung des Berliner Tiergartens.
- 1744: Arbeiten zum Umbau des Stadtschlosses in Potsdam (bis 1752) und Pläne für den Park von Sanssouci.
- 1745: Entwürfe für das Säulenportal des Parks von Sanssouci. Pläne für das Schloss Sanssouci (fertiggestellt 1747).
- 1748: Pläne zum Umbau des Dessauer Schlosses. Nicht ausgeführt.
- 1749: Entwürfe für den Marmorsaal des Potsdamer Stadtschlosses.
- 1750: Fertigstellung von Schloss „Kleistensitz“ in Zützen (abgebrannt 1945)
- 1751: Entwürfe zur Rehgartenkolonnade und für die Neptungrotte im Park von Sanssouci.
- 1752: Bau der Französischen Kirche in Potsdam.
- 1753: Entwürfe für den Obelisken auf dem Markt in Potsdam und für das Neustädter Tor in Potsdam.

## Würdigungen
- Anlässlich seines 275. Geburtstags brachte die Deutsche Bundespost Berlin 1974 eine Sondermarke heraus.
- Ein 1994 entdeckter Asteroid wurde nach ihm benannt, siehe (29329) Knobelsdorff.
- In Charlottenburg (heute im Berliner Bezirk Charlottenburg-Wilmersdorf) wurde die Knobelsdorffstraße nach ihm benannt.